# Iryna Šymanovičová
Iryna Šymanovičová (bělorusky: Ірына Ўладзіміраўна Шымановіч, Iryna Uladzimirauna Šymanovič, * 30. června 1997 Minsk) je běloruská profesionální tenistka. Ve své dosavadní kariéře na okruhu WTA Tour vyhrála jeden turnaj ve čtyřhře. V sérii WTA 125 vybojovala jednu deblovou trofej. V rámci okruhu ITF získala třináct titulů ve dvouhře a třináct ve čtyřhře.
Na žebříčku WTA byla ve dvouhře nejvýše klasifikována v červnu 2023 na 154. místě a ve čtyřhře v září téhož roku na 66. místě. Na juniorském kombinovaném žebříčku ITF figurovala nejvýše v dubnu 2015 na 2. místě.
V juniorském tenise skončila jako poražená finalistka čtyřhry ve Wimbledonu 2013, když s Ukrajinkou Anhelinou Kalininovou podlehly Češkám Barboře Krejčíkové a Kateřině Siniakové. Z Letní olympiády mládeže 2014 v Nankingu si odvezla deblové zlato v páru s Kalininovou a stříbro z dvouhry.
V běloruském týmu Billie Jean King Cupu debutovala v roce 2014 základním blokem 1. skupiny euroafrické zóny proti Turecku, v němž vyhrála s Ilonou Kremenovou čtyřhru. Bělorusky zvítězily 3:0 na zápasy. Zúčastnila se také pražského finálového turnaje 2021. Do roku 2025 v soutěži nastoupila ke čtyřem mezistátním utkáním s bilancí 0–1 ve dvouhře a 2–1 ve čtyřhře.

## Tenisová kariéra
V rámci hlavních soutěží událostí okruhu ITF debutovala v listopadu 2012, když na turnaji v rodném Minsku dotovaném 25 tisíci dolary obdržela divokou kartu do čtyřhry. S krajankou Dubavecovou vypadly ve čtvrtfinále. Premiérový titul v této úrovni tenisu vybojovala během prosince 2013 na šarmaššajském turnaji s rozpočtem 10 tisíc dolarů. Ve finále přehrála britskou turnajovou dvojku Emily Webleyovou-Smithovou z páté světové stovky.
První kariérní trofej na okruhu WTA Tour vyhrála ve čtyřhře antukového Copa Colsanitas 2023 v Bogotě, v níž startovala s Ruskou Irinou Chromačovovou. V supertiebreaku semifinále odvrátily dva mečboly Erraniové a Baraové. V boji o titul pak přehrály Gruzínku Oxana Kalašnikovová s Polkou Katarzynou Piterovou opět až v rozhodujícím supertiebreaku.

## Finále na okruhu WTA Tour
| Legenda                  |
| ------------------------ |
| D – dvouhra; Č – čtyřhra |
| Grand Slam (0)           |
| Turnaj mistryň (0)       |
| WTA 1000 (0)             |
| WTA 500 (0)              |
| WTA 250 (1–0 Č)          |

### Čtyřhra: 1 (1–0)
| Stav    | č. | datum      | turnaj           | povrch | spoluhráčka        | soupeřky ve finále                     | výsledek         |
| ------- | -- | ---------- | ---------------- | ------ | ------------------ | -------------------------------------- | ---------------- |
| Vítězka | 1. | duben 2023 | Bogota, Kolumbie | antuka | Irina Chromačovová | Oxana Kalašnikovová Katarzyna Piterová | 6–1, 3–6, [10–6] |

## Finále série WTA 125
| Legenda                  |
| ------------------------ |
| D – dvouhra; Č – čtyřhra |
| WTA 125 (1–0 Č)          |

### Čtyřhra: 1 (1–0)
| Stav    | č. | datum     | turnaj                  | povrch | spoluhráčka      | soupeřky ve finále                        | výsledek      |
| ------- | -- | --------- | ----------------------- | ------ | ---------------- | ----------------------------------------- | ------------- |
| Vítězka | 1. | únor 2024 | Puerto Vallarta, Mexiko | tvrdý  | Renata Zarazúová | Angelica Moratelliová Camilla Rosatellová | 6–2, 7–6(7–1) |

## Tituly na okruhu ITF
| Dotace turnajů okruhu ITF |
| ------------------------- |
| 100 000 $ tournaments     |
| 80 000 $ tournaments      |
| 60 000 $ tournaments      |
| 40 000 $ tournaments      |
| 25 000 $ tournaments      |
| 15 000 $ tournaments      |
| 10 000 $ tournaments      |

### Dvouhra (13 titulů)
| Č.  | datum         | turnaj                   | povrch      | poražená finalistka      | výsledek      |
| --- | ------------- | ------------------------ | ----------- | ------------------------ | ------------- |
| 1.  | prosinec 2013 | Šarm aš-Šajch, Egypt     | tvrdý       | Emily Webleyová-Smithová | 6–4, 6–3      |
| 2.  | únor 2014     | Altenkirchen, Německo    | koberec (h) | Réka Luca Janiová        | 6–1, 7–6(7–3) |
| 3.  | březen 2014   | Antalya, Turecko         | antuka      | Lisa Ponomarová          | 6–2, 6–3      |
| 4.  | duben 2016    | Antalya, Turecko         | tvrdý       | Tina Tehraniová          | 6–3, 6–2      |
| 5.  | duben 2016    | Antalya, Turecko         | tvrdý       | Dana Kremerová           | 6–0, 6–1      |
| 6.  | červen 2017   | Minsk, Bělorusko         | antuka      | Ilona Kremenová          | 6–1, 4–6, 6–2 |
| 7.  | srpen 2017    | Moskva, Rusko            | antuka      | Polina Lejkinová         | 6–2, 6–4      |
| 8.  | srpen 2017    | Moskva, Rusko            | antuka      | Jana Sizikovová          | 6–1, 5–7, 7–5 |
| 9.  | duben 2018    | Šarm aš-Šajch, Egypt     | antuka      | Dasha Ivanovová          | 6–2, 6–1      |
| 10. | listopad 2020 | Šarm aš-Šajch, Egypt     | tvrdý       | Jessie Aneyová           | 6–3, 7–5      |
| 11. | srpen 2021    | Almaty, Kazachstán       | antuka      | Věra Lapková             | 6–3, 6–2      |
| 12. | říjen 2022    | Otočec, Slovinsko        | antuka      | Miriam Bulgaruová        | 6–3, 3–6, 6–3 |
| 13. | prosinec 2022 | Rio de Janeiro, Brazílie | antuka      | Irina Chromačovová       | 6–2, 5–7, 6–4 |

### Čtyřhra (13 titulů)
| Č.  | datum         | turnaj               | povrch    | spoluhráčka                | poražené finalistky                        | výsledek               |
| --- | ------------- | -------------------- | --------- | -------------------------- | ------------------------------------------ | ---------------------- |
| 1.  | červen 2015   | Stuttgart, Německo   | antuka    | Maria Marfutinová          | Lenka Kunčíková Karolína Stuchlá           | 6–2, 4–6, [10–8]       |
| 2.  | duben 2016    | Antalya, Turecko     | tvrdý     | Jazzamay Drewová           | Tayisiya Mordergerová Yana Mordergerová    | 3–6, 6–1, [10–2]       |
| 3.  | srpen 2017    | Moskva, Rusko        | antuka    | Ilona Kremenová            | Jelina Avanesjanová Avelina Sajfetdinovová | 6–4, 6–4               |
| 4.  | srpen 2017    | Moskva, Rusko        | antuka    | Ilona Kremenová            | Alexandra Kuzněcovová Sofja Lansereová     | 6–2, 6–0               |
| 5.  | duben 2018    | Šarm aš-Šajch, Egypt | tvrdý     | Džulija Terzijská          | Čchen Pchej-süan Wu Fang-sien              | 6–3, 7–5               |
| 6.  | červen 2018   | Andižan, Uzbekistán  | tvrdý     | Ilona Kremenová            | Anastasija Gasanovová Jekatěrina Jašinová  | 6–4, 6–4               |
| 7.  | listopad 2018 | Minsk, Bělorusko     | tvrdý     | Ilona Kremenová            | Polina Monovová Jana Sizikovová            | 6–3, 7–6               |
| 8.  | listopad 2020 | Šarm aš-Šajch, Egypt | tvrdý     | Elina Avanesjanová         | Valentina Ryserová Lulu Sunová             | 6–4, 6–1               |
| 9.  | srpen 2021    | Bydhošť, Polsko      | antuka    | Carolina Meligeni Alvesová | Hiroko Kuwatová Yuliana Lizarazová         | 6–1, 3–6, [10–5]       |
| 10. | září 2018     | Otočec, Slovinsko    | antuka    | Irina Chromačovová         | Sandra Samirová Jang Ja-i                  | 6–2, 6–4               |
| 11. | leden 2023    | Monastir, Tunisko    | tvrdý     | Kristina Dmitruková        | Kathleen Kanevová Arlinda Rushitiová       | 6–1, 6–2               |
| 12. | leden 2023    | Monastir, Tunisko    | tvrdý     | Alena Fominová-Klotzová    | Oana Gavrilová Sapfo Sakellaridiová        | 6–2, 6–1               |
| 13. | březen 2023   | Astana, Kazachstán   | tvrdý (h) | Anna Danilinová            | Han Na-lae Čang Su-čong                    | 6–4, 6–7(8–10), [10–7] |

## Finále na juniorském Grand Slamu

### Čtyřhra: 1 (0–1)
| Stav       | rok  | turnaj    | povrch | spoluhráčka         | soupeřky ve finále                    | výsledek |
| ---------- | ---- | --------- | ------ | ------------------- | ------------------------------------- | -------- |
| Finalistka | 2013 | Wimbledon | tráva  | Anhelina Kalininová | Barbora Krejčíková Kateřina Siniaková | 3–6, 1–6 |